# Marco Histórico Nacional em Washington
A lista de Marco Histórico Nacional em Washington contem os marcos designados pelo Governo Federal dos Estados Unidos para o estado norte-americano de Washington.

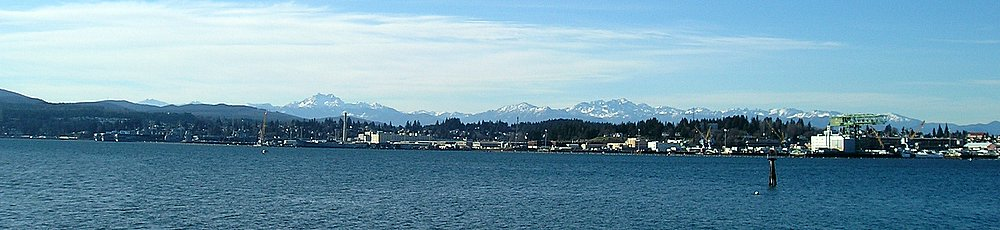
Vista do Puget Sound Naval Shipyard em Bremerton, um Marco Histórico Nacional desde 1992.

Existem 24 Marcos Históricos Nacional (NHLs) em Washington. Eles estão distribuídos em 11 dos 39 condados do estado. O primeiro marco de Washington foi designado em 4 de julho de 1961 e o mais recente em 19 de agosto de 2008. O Distrito Histórico da Represa Bonneville é compartilhado com o Oregon, e pertence a lista oficial deste estado.

## Listagem atual
Legenda:
| NRHP | Registro Nacional de Lugares Históricos |
| NHL  | Marco Histórico Nacional                |
| NHLD | Distrito Histórico Nacional             |
| HD   | Distrito Histórico                      |
| NHS  | Local Histórico Nacional                |
| NMEM | Memorial Nacional dos EUA               |
| NMON | Monumento Nacional dos EUA              |
| NHP  | Parque Histórico Nacional dos EUA       |
| NMP  | Parque Nacional Militar dos EUA         |

| [ 2 ] | Nome                                            | Imagem | Inclusão                          | Localidade e coordenadas | Condado                      | NHLS                                   | Observações                                                                                      |
| ----- | ----------------------------------------------- | ------ | --------------------------------- | --- | ---------------------------- | -------------------------------------- | ------------------------------------------------------------------------------------------------ |
| 1     | ADVENTURESS (escuna)                            |        | 11 de abril de 1989 (35 anos)     | Lake Union Drydock, Seattle 47° 37′ 59″ N, 122° 19′ 39″ O | King                         | 89001067                               |                                                                                                  |
| 2     | American and English Camps, San Juan Island     |        | 5 de novembro de 1961 (63 anos)   | Friday Harbor, San Juan Island 48° 27′ 49″ N, 123° 01′ 14″ O | San Juan                     | 09000465                               | Localize-se no Parque Histórico Nacional San Juan Island.                                        |
| 3     | ARTHUR FOSS (rebocador)                         |        | 11 de abril de 1989 (35 anos)     | Margem de Moss Bay, Kirkland 47° 40′ 22″ N, 122° 12′ 26″ O | King                         | 89001078                               |                                                                                                  |
| 4     | B Reactor                                       |        | 19 de agosto de 2008 (16 anos)    | Próximo do entroncamento da WA 24 e WA 240, Hanford Site, nas proximidades de Richland 46° 37′ 49″ N, 119° 38′ 51″ O                                                    | Benton                       | 92000245                               |                                                                                                  |
| 5     | Distrito Histórico da Represa Bonneville        |        | 30 de junho de 1987 (37 anos)     | Rio Columbia entre Bradford e Cascade Islands fora da I-80 no condado de Multnomah (OR) até WA 14 no condado de Skamania (WA), Bonneville 45° 38′ 38″ N, 121° 57′ 42″ O | Multnomah, OR e Skamania, WA | 86000727 (original) 86003598 (aumento) | Pertence oficialmente a lista do Oregon. Aumento da fronteira designado em 26 de março de 1987.  |
| 6     | Chinook Point                                   |        | 4 de julho de 1961 (63 anos)      | 5 milhas a sudeste do Parque Histórico Estadual Forte Colúmbia na U.S. 101, nas proximidades de Chinook 46° 15′ 07″ N, 123° 55′ 24″ O                                   | Pacific                      | 66000747                               | Pertence ao Parque Histórico Estadual Forte Colúmbia.                                            |
| 7     | DUWAMISH (Fireboat)                             |        | 30 de junho de 1989 (35 anos)     | Lake Washington Ship Canal, Chittenden Locks, Seattle 47° 37′ 59″ N, 122° 19′ 39″ O                                                                                     | King                         | 89001448                               |                                                                                                  |
| 8     | FIREBOAT NO. 1 (Tacoma)                         |        | 30 de junho de 1989 (35 anos)     | Marine Park em Ruxton Way, Tacoma 47° 17′ 13″ N, 122° 29′ 22″ O | Pierce                       | 83004254                               |                                                                                                  |
| 9     | Forte Nisqually Granary                         |        | 15 de abril de 1970 (54 anos)     | Point Defiance Park, Tacoma 47° 18′ 12″ N, 122° 31′ 59″ O | Pierce                       | 70000647                               |                                                                                                  |
| 10    | Forte Worden                                    |        | 8 de dezembro de 1976 (48 anos)   | Cherry e W Sts., Port Townsend 48° 08′ 00″ N, 122° 45′ 55″ O | Jefferson                    | 74001954                               |                                                                                                  |
| 11    | Lightship No. 83 "RELIEF"                       |        | 11 de abril de 1989 (35 anos)     | Margem de Moss Bay, Kirkland 47° 37′ 40″ N, 122° 20′ 12″ O | King                         | 75001852                               | Atualmente chamado Swiftsure.                                                                    |
| 12    | Edifícios de Longmire                           |        | 28 de maio de 1987 (37 anos)      | Longmire, Parque Nacional do Monte Rainier 46° 44′ 56″ N, 121° 48′ 34″ O                                                                                                | Pierce                       | 87001338                               | Localiza-se no Parque Nacional do Monte Rainier.                                                 |
| 13    | Marmes Rockshelter                              |        | 19 de julho de 1964 (60 anos)     | Endereço restrito nas proximidades de Lyons Ferry 46° 36′ 51″ N, 118° 12′ 09″ O                                                                                         | Franklin                     | 66000745                               |                                                                                                  |
| 14    | Parque Nacional do Monte Rainier                |        | 18 de fevereiro de 1997 (28 anos) | Tahoma Woods—Star Rt., nas proximidades de Ashford 46° 50′ 00″ N, 121° 50′ 00″ O                                                                                        | Pierce e Lewis               | 97000344                               | Pertence oficialmente a lista do condado de Pierce e faz parte do Mt. Rainier National Park MPS. |
| 15    | Panama Hotel                                    |        | 20 de março de 2006 (18 anos)     | 605 South Main St. e 302 6th Ave. South, Seatle 47° 36′ 00″ N, 122° 19′ 34″ O                                                                                           | King                         | 06000462                               |                                                                                                  |
| 16    | Paradise Inn                                    |        | 28 de maio de 1987 (37 anos)      | Paradise, Parque Nacional do Monte Rainier 46° 47′ 06″ N, 121° 43′ 58″ O                                                                                                | Pierce                       | 87001336                               | Localiza-se no Parque Nacional do Monte Rainier.                                                 |
| 17    | Pioneer Building, Pergola, and Totem Pole       |        | 5 de maio de 1977 (47 anos)       | 5th Ave. e Yesler Way, Seattle 47° 36′ 02″ N, 122° 19′ 57″ O | King                         | 77001340                               |                                                                                                  |
| 18    | Distrito Histórico de Port Gamble               |        | 13 de novembro de 1966 (58 anos)  | Costa noroeste da Península de Kitsap próximo da entrada do Canal Hood no Puget Sound, Port Gamble 47° 51′ 18″ N, 122° 35′ 02″ O                                        | Kitsap                       | 66000746                               |                                                                                                  |
| 19    | Port Townsend                                   |        | 5 de maio de 1977 (47 anos)       | Delimitada aproximadamente pela Scott, Blaine, Walker e Taft Sts., e Waterfront, Port Townsend 48° 06′ 54″ N, 122° 45′ 19″ O                                            | Jefferson                    | 76001883                               |                                                                                                  |
| 20    | Estaleiro Naval de Puget Sound                  |        | 27 de agosto de 1992 (32 anos)    | Delimitada aproximadamente pela Mahan Ave., Coghlan Rd. e Cottman Rd., Bremerton 47° 33′ 32″ N, 122° 38′ 17″ O                                                          | Kitsap                       | 88003053                               |                                                                                                  |
| 21    | Seattle Electric Company Georgetown Steam Plant |        | 5 de julho de 1984 (40 anos)      | Fora da WA 99 no Aeroporto do condado de King, Seattle 47° 32′ 01″ N, 122° 19′ 18″ O                                                                                    | King                         | 78002755                               |                                                                                                  |
| 22    | VIRGINIA V (Navio a vapor)                      |        | 5 de outubro de 1992 (32 anos)    | 4250 21st Ave., W., Seattle 47° 37′ 48″ N, 122° 22′ 54″ O | King                         | 73001875                               |                                                                                                  |
| 23    | W. T. PRESTON (snagboat)                        |        | 5 de maio de 1989 (35 anos)       | Beira-mar de Anacortes, R Ave., ao pé da 7th St. 48° 30′ 58″ N, 122° 36′ 33″ O                                                                                          | Skagit                       | 72001270                               |                                                                                                  |
| 24    | Yakima Park Stockade Group                      |        | 28 de maio de 1987 (37 anos)      | Sunrise (Yakima Park), Parque Nacional do Monte Rainier 46° 54′ 42″ N, 121° 38′ 32″ O                                                                                   | Pierce                       | 87001337                               | Localiza-se no Parque Nacional do Monte Rainier.                                                 |

## Áreas históricas do NPS em Washington
Locais históricos nacional, parques históricos nacional, alguns monumentos nacional e determinadas áreas listadas no Sistema Nacional de Parques são marcos históricos de importância nacional, geralmente já protegidos antes mesmo da criação do programa NHL em 1960.
Existem 6 dessas áreas em Washington:
|   | Nome                                         | Imagem | Inclusão                         | Localidade e coordenadas                                                                              | Condado         | NRIS     | Observações |
| - | -------------------------------------------- | ------ | -------------------------------- | --- | --------------- | -------- | --- |
| 1 | Reserva Histórica Nacional de Ebey's Landing |        | 10 de novembro de 1978 (46 anos) | Whidbey Island 48° 13′ 06″ N, 122° 41′ 01″ O                                                          | Island          |          | É a única reserva histórica nacional do país. |
| 2 | Local Histórico Nacional do Forte Vancouver  |        | 30 de junho de 1961 (63 anos)    | Nordeste de Vancouver 45° 37′ 31″ N, 122° 39′ 29″ O                                                   | Clark           | 66000370 | |
| 3 | Parque Histórico Nacional Klondike Gold Rush |        | 30 de junho de 1976 (48 anos)    | Skagway, AK e Seattle, WA 59° 27′ 23″ N, 135° 18′ 43″ O                                               | Skagway e King  |          | Compartilhado com o Alasca. |
| 4 | Parque Histórico Nacional de Nez Perce       |        | 15 de maio de 1965 (59 anos)     | Vários locais distribuídos no Idaho, Montana, Oregon e Washington 46° 08′ 31″ N, 116° 21′ 34″ O       | Vários condados | 66000310 | Dos 38 locais neste parque que celebra a história do povo de Nez Perce, dois estão em Washington: o Local do enterro de Chief Joseph e Os acampamentos de Nez Perce em Nespelem. |
| 5 | Parque Histórico Nacional San Juan Island    |        | 9 de setembro de 1966 (58 anos)  | Entre Haro Strait e San Juan Channel, nas proximidades de Friday Harbor 48° 27′ 21″ N, 122° 59′ 08″ O | San Juan        | 66000369 | |
| 6 | Local Histórico Nacional da Missão Whitman   |        | 29 de junho de 1936 (88 anos)    | 6 milhas a oeste de Walla Walla fora da U.S. 410 46° 02′ 24″ N, 118° 27′ 41″ O                        | Walla Walla     | 66000749 | |